# Chiasmocleis quilombola
Chiasmocleis quilombola é uma espécie de anfíbio da família Microhylidae. Endêmica do Brasil, pode ser encontrada na floresta Atlântica entre os rios Doce e Mucuri, no estado do Espírito Santo.